# Мессетурм (Франкфурт-на-Майні)
50°06′44″ пн. ш. 8°39′10″ сх. д. / 50.112222222222° пн. ш. 8.6527777777778° сх. д.
Мессетурм, або Виставкова вежа (нім. Messeturm) — 63-поверховий хмарочос заввишки 257 м 

у районі Вестенд-Південний у Франкфурті, Німеччина. 
Це друга за висотою будівля у Франкфурті, друга за висотою будівля в Німеччині та третя за висотою будівля в Європейському Союзі. Вона була найвищою будівлею в Європі з моменту завершення будівництва в 1990 до 1997 року, коли її перевершила вежа Commerzbank Tower, яка також розташована у Франкфурті.
Мессетурм розташований неподалік від Франкфуртського виставкового центру. 
Гельмут Ян спроєктував Мессетурм у постмодерністському архітектурному стилі. 
Він вважається одним із класичних європейських хмарочосів. 
Попри свою назву, Мессетурм використовується не для виставок, а як офісна будівля. 
Це одна з небагатьох будівель у Німеччині з власним поштовим індексом (60308), іншими є Опернтурм, ще один франкфуртський хмарочос, і  Цугшпітце.

## Дизайн
Мессетурм схожий за дизайном на вежі інших архітекторів, включаючи Bank of America Plaza в Атланті, штат Джорджія, і Key Tower (1991) в Клівленді, штат Огайо. 
Франкфуртці часто називають його Bleistift («олівець») через його форму. 
Конструкція фундаменту будівлі встановила світовий рекорд найдовшої безперервної заливання бетону. 
Дев’яносто вантажівок 78 годин заливали бетон у 6-метровий фундамент. 
Його площа на першому поверсі становить лише 1 681 м² і має 36,3 м піраміду на вершині.
У дизайні вежі використано численні геометричні фігури, наприклад квадратний відбиток, який є основною формою, використаною у всій вежі. 
Потім він піднімається до циліндричної форми, яка, нарешті, завершується пірамідою.
Є 900 паркувальних місць у громадському гаражі та пряме сполучення з метро.